# Ruff Draft
Ruff Draft è un album ed EP del produttore musicale hip hop statunitense J Dilla sotto il nome Jay Dee. È pubblicato originariamente nel febbraio 2003 come EP dalla sua nuova etichetta, la Mummy Records, e distribuito dalla label tedesca Groove Attack. Nel 2007, Ruff Draft è esteso, rimasterizzato e pubblicato postumo come album solista dalla Stones Throw Records. Questa ri-distribuzione vende 8 049 copie nella sua prima settimana, divenendo l'album più venduto di J Dilla come artista solista.
Su Metacritic ottiene un punteggio di 81/100.
| Recensione     | Giudizio |
| -------------- | -------- |
| AllMusic       | [ 3 ]    |
| HipHopDX       | [ 4 ]    |
| Slant Magazine | [ 5 ]    |
| Spin           | [ 2 ]    |
| Pitchfork      | [ 6 ]    |
| Vibe           | [ 2 ]    |
| Prefix         | [ 2 ]    |
| RapReviews     | [ 2 ]    |

## Tracce
Edizione originale dell'EP del 2003
1. Intro
2. Let's Take It Back
3. Reckless Driving
4. Nothing Like This
5. The $
6. Interlude
7. Make'em NV
8. Interlude
9. Crushin' (Yeeeeaah!)
10. Shouts

Ri-pubblicazione del 2007
Disco 1
1. Intro – 0:17
2. Let's Take It Back – 2:10
3. Reckless Driving – 2:41
4. Nothing Like This – 2:33
5. The $ – 2:43
6. Interlude – 0:49
7. Make'em NV – 2:25
8. Interlude – 0:45
9. Crushin' (Yeeeeaah!) – 3:43
10. Shouts – 0:51
11. Intro (Alt.) – 0:48
12. Wild – 2:19
13. Take Notice (featuring Guilty Simpson) – 4:25
14. Shouts (Alt.) – 1:47

Disco 2
1. Let's Take It Back Instrumental – 2:06
2. Reckless Driving Instrumental – 2:41
3. Nothing Like This Instrumental – 2:33
4. The $ Instrumental – 2:45
5. Make'em NV Instrumental – 2:24
6. Crushin' Instrumental – 3:41
7. Intro (Alt.) Instrumental – 0:46
8. Wild Instrumental – 2:21
9. Take Notice Instrumental – 4:26
10. Shouts (Alt.) Instrumental – 1:47

## Classifiche
| Classifica (2007)         | Posizione massima |
| ------------------------- | ----------------- |
| Stati Uniti               | 112               |
| US Independent Albums     | 9                 |
| US Tastemakers Albums     | 12                |
| US Top R&B/Hip-Hop Albums | 44                |
| US Top Rap Albums         | 23                |